# Heussé
Heussé foi uma comuna francesa na região administrativa da Normandia, no departamento Mancha. Estendia-se por uma área de 14,38 km². Em 2010 a comuna tinha 237 habitantes (densidade: 16,5 hab./km²).
Em 1 de janeiro de 2016, passou a formar parte da nova comuna de Le Teilleul.